# Francisco Enríquez y García
Francisco Enríquez y García fue un pintor español del siglo xix.

## Biografía
Director de pintura en la Academia de Bellas Artes de Granada, en el liceo de dicha ciudad –fundado en 1839– expuso en diferentes sesiones un Nacimiento al óleo, un dibujo del busto de Cervantes, una Santa Leocadia copia de Coello, una miniatura de un niño desnudo sobre un sofá, un San José y un número considerable de retratos. Tuvo un papel importante en la formación del Museo Provincial de Granada. Fue padre del arquitecto Francisco Enríquez y Ferrer y de las pintoras Soledad y María del Carmen Enríquez y Ferrer.